# Koenikea marshallae
Koenikea marshallae är en kvalsterart som beskrevs av Viets 1930. Koenikea marshallae ingår i släktet Koenikea och familjen Unionicolidae. Inga underarter finns listade i Catalogue of Life.